# Edwyn Sandys Dawes Martin
Edwyn Sandys Dawes Martin, britanski general, * 1894, † 1954.